# Arkys roosdorpi
Arkys roosdorpi är en spindelart som först beskrevs av Pater Chrysanthus 1971.  Arkys roosdorpi ingår i släktet Arkys och familjen hjulspindlar. Inga underarter finns listade i Catalogue of Life.